# Шабаб Аль-Аглі
Шабаб Аль-Аглі (араб. نادي شباب الأهلي) — еміратський футбольний клуб, що базується в Дубаї, грає в Про-лізі і є одним з найуспішніших клубів в ОАЕ.
«Шабаб Аль-Аглі» виграв сім чемпіонських титулів, вісім Кубків Президента ОАЕ, чотири Суперкубка ОАЕ і три Кубка ліги, завдяки цьому з 22 трофеями клуб є другою найуспішнішою командою в ОАЕ.
До 2017 року мав назву «Аль-Аглі», після чого об'єднався з командами «Дубай» і «Аль-Шабаб», змінивши назву на «Шабаб Аль-Аглі».

## Історія

### Створення
Клуб «Аль-Аглі», що з арабської мови, перекладається як «національний», був створений в 1970 році, коли дві місцевих футбольних команди «Аль-Вехда» і «Аль-Шабаб» об'єдналися в один клуб. Чотири роки потому ще одна місцева команда «Аль-Наджах» приєдналась до клубу «Аль-Аглі».

### 1973—1980: золотий час і подальший занепад

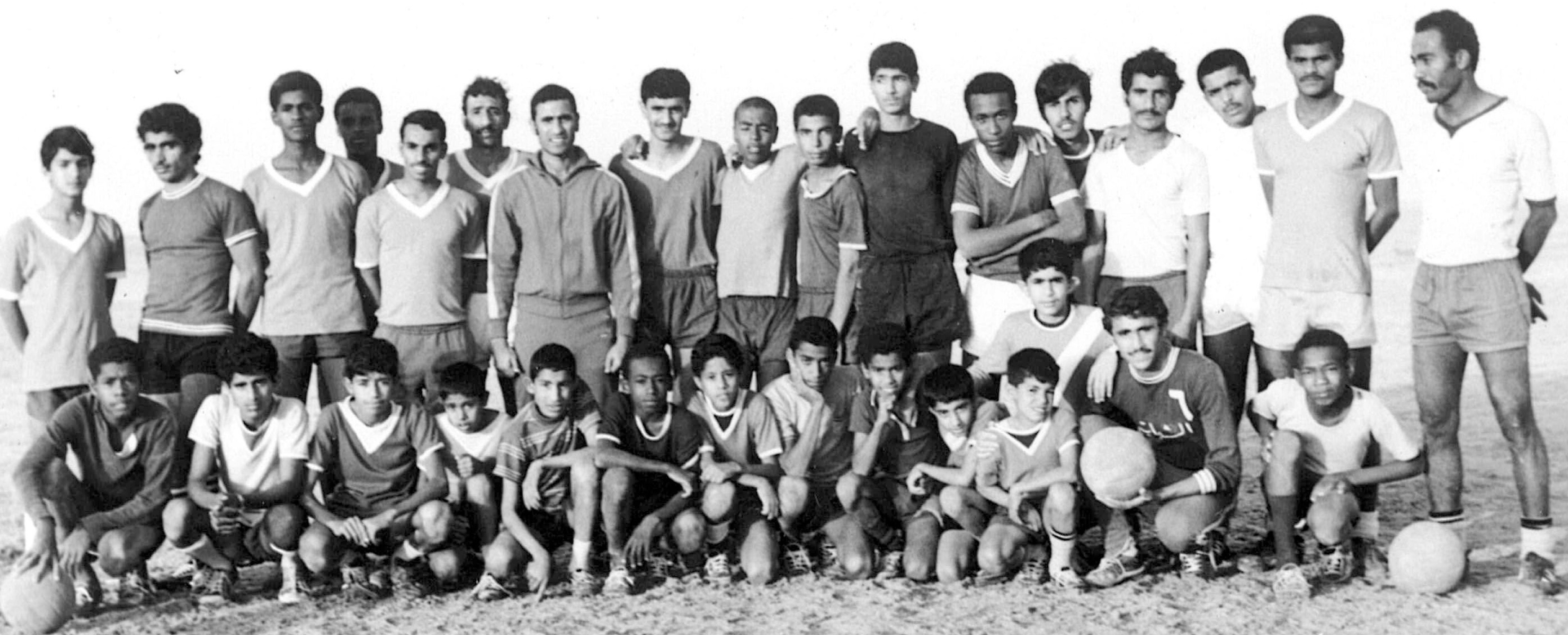
«Аль-Аглі» на початку 1970-х років.

Вже через чотири роки після свого створення клуб вперше став чемпіоном ОАЕ, вигравши національний чемпіонат двічі поспіль у сезонах 1974/75 і 1975/76, а у сезоні 1979/80 стала переможцем втретє. У цій яскравій команді, очолюваній Мохаммедом Шехтою, грали такі гравці як іранці Хасан Назарі і Хасан Рошан, що були чемпіонами Азії. В цей же час оманда виграла три Кубка Президента.
Однак у 1980-ті роки результати команди значно погіршились і через кілька десятиліть, у сезоні 1995/96 команда вилетіла з вищого дивізіону, тим не менш у тому ж році «Аль Аглі» виграв Кубок Президента.
Через рік «Аль-Агл» повернулось до елітного дивізіону, отримавши нового власника, яким став наслідний принц Дубаю шейх Хамдан бін Мохаммед бін Рашид Аль Мактум, під покровительством якого клуб виграв свій четвертий чемпіонський титул в 2006 році і надалі залишився успішним клубом в ОАЕ. Крім того на початку 2000-х років за клуб грала ще одна іранська легенда Алі Карімі, який став найкращим бомбардиром чемпіонаті в 2003/04 і був названий Футболістом року в Азії 2004 року.

### 2009 Клубний Чемпіонат світу
Вигравши своє п'яте чемпіонство у сезоні 2008/09, клуб отримав право зіграти на домашньому Клубному чемпіонаті світу, який пройшов у грудні 2009 року. Втім вони програли 0:2 у першому ж раунді новозеландському «Окленд Сіті» і відразу покинули турнір, зайнявши останнє місце.

### Наш час (з 2010 року)
З 2010 році з новим керівником клубу Абдуллою Аль-Набуда клуб змінив вектор і запросив до команда ряд зіркових гравців, зокрема володаря «Золотого м'яча» Фабіо Каннаваро, футболіста року в Німеччині Графіте і футболіста року в Португалії Рікардо Куарежма, до яких додались доморощені таланти Ахмед Халіл і Ісмаїл аль-Хаммаді. Ця команда у 2012 році вперше виграла Кубок Перської затоки (Кубок ліги ОАЕ), а наступного знову стала переможцем Кубка Президента ОАЕ.
Прихід румунського тренера Косміна Олерою в 2013 році створила передумови для успішного сезону 2013/14, здобувши свій шостий титул чемпіона країни, при цьому клуб здобув рекордні для чемпіонату кількість очок — 62. Також у цьому сезоні клуб виграв і ще один Кубок Перської затоки, а також три поспіль Суперкубка ОАЕ (2013, 2014, 2015).
2015 року команда вперше вийшла у фінал Ліги чемпіонів АФК, де вона мінімально поступилися китайському клубу «Гуанчжоу Евергранд», а одним з найкращих гравців турніру став форвард еміратців Ахмед Халіль, який був визнаний азійський Футболістом року в Азії в 2015 році. У 2016 році вони знову виграли 7-й чемпіонський титул.
У 2017 році клуб об'єднався з командами Дубай і «Аль Шабаб», створивши єдиний клуб «Шабаб Аль-Аглі».

## Логотипи
Оригінальний логотип «Аль-Аглі», який використовувався з 1970 року, зображав сокола, який сидить на м'ячі, під яким латиницею була написана назва клубу «Al Ahli Club».
Після ребрендингу команди в 2006 році на логотипі з'явився кінь, який залишився і новій емблемі 2017 року.

## Стадіон
Стадіон «Рашид» також відомий як стадіон «Шабаб Аль-Аглі» — багатофункціональний стадіон у Дубаї, Об'єднані Арабські Емірати, який вміщує вміщує 10 000 чоловік.[1] Він був побудований в 1948 році і є домашньою ареною команди.

## Суперництво
Принциповим суперником клубу «Шабаб Аль-Ахлі» є «Аль-Айн». Обидві команди вважаються одними з найсильніших команд в ОАЕ.

## Інші команди
Клуб «Аль-Аглі» має команди і з ряду інших видів спортів, зокрема баскетбол, волейбол, гандбол, настільний теніс та велоспорт на треку. «Аль Аглі» також відомий за свою участь у культурній діяльності та обслуговування населення.

## Досягнення

### Внутрішні змагання
- Чемпіонат ОАЕ: 9

Чемпіон: 1974–75, 1975–76, 1979–80, 2005–06, 2008–09, 2013–14, 2015–16, 2022–23, 2024–25
- Кубок Президента ОАЕ: 11

Володар: 1974–75, 1976–77, 1977–78, 1995–96, 2001–02, 2003–04, 2007–08, 2012–13, 2018-19, 2020-21, 2024-25
- Кубок Ліги ОАЕ: 5

Володар: 2011-12, 2013-14, 2016-17, 2018-19, 2020-21
- Суперкубок ОАЕ: 7

Володар: 2008, 2013, 2014, 2016, 2020, 2023, 2024

### Континентальні змагання
Ліга чемпіонів АФК
Фіналіст (1): 2015

## Відомі гравці
- Алі Карімі (2001—2005)
- Джавад Каземян (2002—2003)
- Сезар (2007—2009)
- Фабіо Каннаваро (2010—2011)
- Пінга (2010—2011)
- Арістід Бансе (2010—2012)
- Жажа Коельйо (2011—2012)
- Юссеф Мохамад (2011—2013)
- Графіте (2011—2015)
- Рікарду Куарежма (2013)

## Тренери
- Нандор Хідегкуті (1973—1980, 1983—1985)
- Егон Коордес (1993—1994)
- Іліє Балачі (2004—2005)
- Вінфрід Шефер (2005—2007)
- Іван Гашек (2007—2009, 2011)
- Йоан Андоне (2009)
- Генк тен Кате (2009)
- Девід О'Лірі (2010—2011)
- Кіке Санчес Флорес (2011—2013)
- Космін Олерою (2013—2017)
- Хосе Луїс Сьєрра (2018)
- Родольфо Арруабаррена (2019–)